# 伊维亚斯
伊维亚斯，是西班牙阿斯图里亚斯的一个市镇。总面积333平方公里，总人口2082人（2001年），人口密度6人/平方公里。